# Oració a l'hort (El Greco, Andújar)
L'Oració a l'hort de Getsemaní, que es troba a l'església de Santa Maria, a Andújar, Província de Jaén, és una obra dEl Greco realitzada circa 1605-10. Aquest pintor va realitzar dues tipologies força diferents d'aquesta temàtica. El Tipus-I és la variant de format apaïsat, i el Tipus-II és la variant de format vertical. La versió d'Andújar es considerada com la millor de les quatre pintures conservades del Tipus-II.

## Temàtica
L'Oració a l'hort de Getsemaní és un episodi descrit al quatre Evangelis canònics. Després d'una introducció a l'Evangeli segons Joan, els tres Evangelis sinòptics relaten els fets esdevinguts a Getsemaní. El Greco no segueix la narració d'un únic evangeli. Als relats de l'Evangeli segons Mateu i de l'Evangeli segons Marc - gairebé iguals- hi afegeix altres elements de l'Evangeli segons Lluc, -al qual segueix quan representa Crist de genolls, i no pas prosternat com diuen els altres dos evangelistes. També segueix a Lluc quan pinta l'aparició d'un àngel. El pintor elimina tot signe d'angoixa física, i representa un Crist en éxtasi, malgrat que l'àngel li ofereix el Calze de la Passió.

## Anàlisi
Oli sobre llenç; 169 x 112 cm; 1607 circa; Església de Santa María la Mayor, Andújar, Província de Jaén.
Signat amb lletres cursives gregues, a la part inferior dreta, sobre una pedra: δομήνικος Θεοτοκóπουλος, εποíει (doménikos theotokópoulos e`poíei)
A les versions del Tipus-II, el grup d'Apòstols que dormen està representat en primer terme, justament sota la roca on es troba Jesús. Per altra part, els elements del paisatge, més que veritables representacions naturalistes, són més aviat indicacions, i la llum juga amb els colors creant una atmosfera un tant esquemàtica. L'anàlisi dels detalls revela una execució primorosa, dins d'un espai més comprimit.
El tret més impressionant d'aquesta versió és el colorit ric i fresc, que mostra una subtil varietat de tons. Crist porta una.túnica de color vermell fosc, com en el Tipus-I, però l'àngel resplendeix amb una vestimenta totalment blanca. L'Apòstol de l'esquerra vesteix una túnica blava i un mantell ataronjat, mentre el de la dreta porta una túnica blava i un ropatge groc. El vestit de l'apòstol del centre és groc, però d'un to diferent.
El dibuix Dibuix de l'Oració a l'hort podría ser un estudi preparatori per a una de les versions de L'Oració a l'Hort.